# André Lasserre (sculpteur)
Pour les articles homonymes, voir André Lasserre et Lasserre.
André Alfred Lasserre, né le 9 septembre 1902 à Veyrier (canton de Genève) et mort le 3 février 1981 à Lausanne, est un sculpteur suisse.

## Jeunesse et formation
Il est le fils de Frank-Albert Lasserre (1874-1927), ingénieur et agent d'assurances suisse, et de Louise-Eugénie Lannois (1875-1952), une Française. Il arrive à Paris avec sa famille en 1912. En 1917, la famille demeure près du cimetière du Montparnasse au 30, rue Gassendi. Peu intéressé par les études, André Lasserre ne passe que quelques mois à l’École spéciale d'architecture de Paris, auprès de Robert Mallet-Stevens et Auguste Perret (1917-1918), entre novembre 1917 et mars 1918. Pour accéder à l’ESA, il lui suffisait d’emprunter l’une des vastes allées du cimetière. En novembre 1918, Lasserre entre à l'École des beaux-arts en tant qu'élève étranger, appuyé par Charles Waltner. Il s'installe 5 rue Honoré Chevalier, dans le quartier de l'Odéon, près du Jardin du Luxembourg. André Lasserre suit les cours de Charles Waltner pendant une partie de l’année scolaire 1918-1919 dans les galeries des Antiques et de la Renaissance, section des Architectes. Mais il n'assiste plus aux cours dès mars 1919. À la même époque, sa future épouse Suzanne Wahart suit les cours du chef d’Atelier Auguste Leroux, section des peintres et sculpteurs.
Puis Lasserre entre en apprentissage dans un cabinet d'architecte. Il « fait la place », vraisemblablement chez Gabriel Héraud, architecte diplômé de l'École des beaux-arts. Il travaille comme dessinateur apprenti et remplit cette tâche répétitive pendant un an sur les plans de reconstruction de Bar-le-Duc. Il quitte cette place en 1920 pour l’imprimerie de Vaugirard, impasse Ronsin, un atelier moderne, l’un des premiers au monde à pratiquer la photogravure. L'imprimerie côtoie les ateliers de nombreux artistes, dont celui de Constantin Brâncuși. 
André Lasserre fréquente l'Académie de la Grande Chaumière (1921-1925) où il est l'élève d'Antoine Bourdelle. Dans les cours de dessin de l'Académie de la Grande Chaumière, il rencontre Suzanne Wahart, qu'il épouse le 25 janvier 1923 et dont il a un fils, Bernard.
Il se tourne vers la sculpture animalière. Le matin au Jardin des plantes, dessin d'après nature, l'après-midi exécution des sculptures dans une matière choisie : bois, pierre, parfois céramique ou bronze.

## Dans le Montparnasse des années 1920
André Lasserre participe à des expositions collectives à Montparnasse. Intéressé par ces travaux, le marchand d'art Léopold Zborowski l'encourage et lui propose d'ouvrir sa nouvelle galerie avec une première exposition en 1926. Une deuxième exposition en 1928 : Huit sculptures et quarante dessins de André Lasserre au même endroit établissait sa renommée de sculpteur animalier. Louis Vauxcelles, critique d'art, rédige la préface du catalogue (voir ed. du Verseau). 

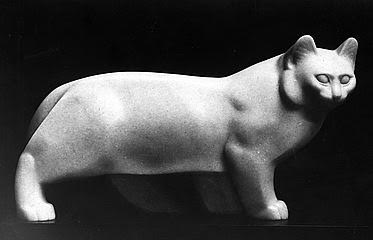
Chat (1926)

André Lasserre est immergé dans le Montparnasse brillant des artistes qui s'entrecroisent, souvent exilés et qui oublient ce déracinement dans la fête. Il se lie avec les surréalistes. Il existe une célèbre photo de Lasserre prise par Man Ray en 1930, en compagnie de Georges et Yvette Malkine, André de La Rivière, qui entourent Robert Desnos. Il se lie d'amitié en particulier avec André Derain, Elie Faure et, selon sa correspondance et son journal, avec Georges Malkine, Moïse Kisling, Pablo Picasso et Henri Matisse. 
Au début de l'hiver 1928-1929, il s'éprend de la danseuse et actrice Lena Amsel, alors maîtresse de Louis Aragon. Le dépit amoureux d'Aragon pousse ce dernier dans les bras d'Elsa Triolet. La relation passionnée avec Lena Amsel dure pendant un an, jusqu'au terme d'une course automobile improvisée entre la Bugatti de Lena Amsel et celle d'André Derain, qui conduit à l'accident sur le trajet d'Auvers-sur-Oise et à la mort tragique de l'actrice.
L'ascension de l'artiste est ébranlée par la crise financière de 1929 et par la mort de Zborowski en 1932. Édité par Barbedienne, exposé en 1929 à la galerie Hébrard, située au 8 rue Royale, il est soutenu par ses amis, dont Philippe Van Tieghem (1871-1948), historien du théâtre, ancien ami de son épouse. Lasserre fait également la connaissance du couple belge Maurice et Lulu Magis, deux libraires passionnés, installés à Paris. Ils lui présentent Reynold Thiel (1905-1963), musicien et couturier, communiste suisse exilé . 
Depuis 1927, son atelier est situé 147 rue Broca, une longue impasse où se côtoyaient plusieurs studios d'artistes.
En 1931, André Lasserre divorce et se remarie le 7 juin 1933 à Paris avec la photographe allemande Juliette Ziegert (qui acquiert la nationalité suisse par ce mariage), assistante de Germaine Krull et l'une des principales collaboratrices du studio Alliance-Photo de Maria Eisner. Après quelques années passées rue Broca, ils s'installent dans un studio de photographie, 18 rue de Seine et Lasserre conserve un studio loué au 11 impasse Ronsin.

## «L'art est un acte politique»

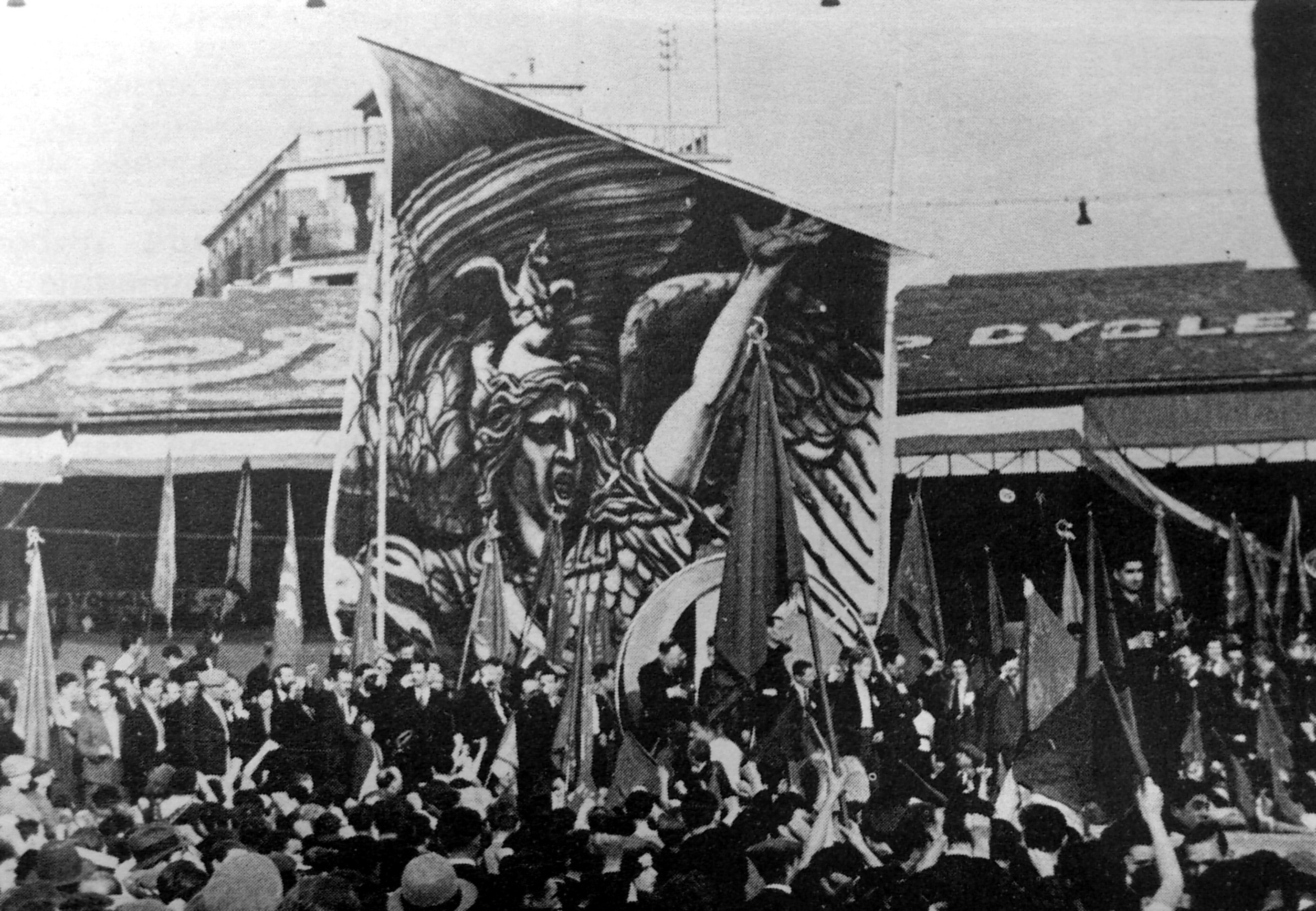
Marseillaise réalisée par Lasserre, déployée au stade Buffalo lors de la création du Front populaire (1935)

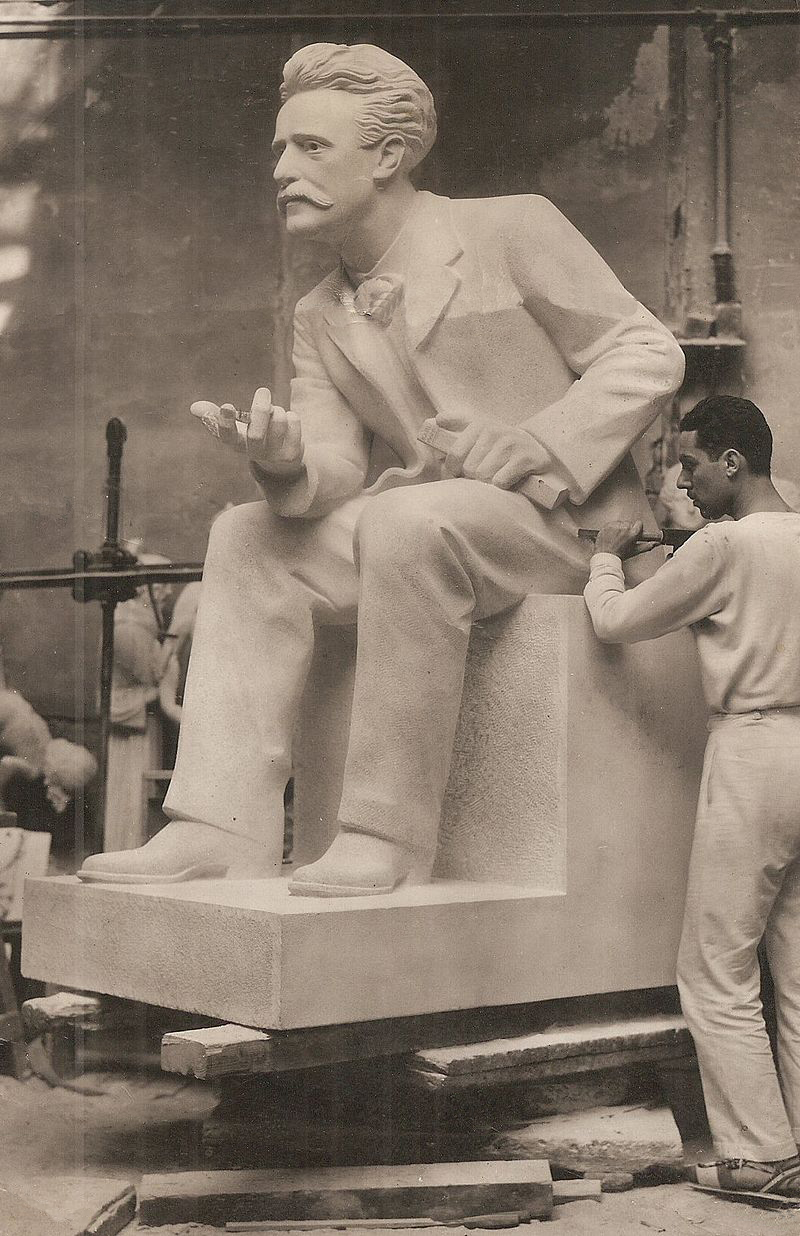
Lasserre travaille sur le monument dédié à Paul Lafargue (1936)

Le couple Lasserre est alors animé de fortes convictions politiques. Lors d'un voyage à Brème, dans sa belle-famille, en août 1934, Lasserre découvre le nazisme dans ses aspects les plus quotidiens. 
En 1935, il rejoint l'Association des écrivains et artistes révolutionnaires, organisation regroupant des artistes proches du Parti communiste à l'initiative de Louis Aragon. Dans le cadre de ce collectif, on lui confie la réalisation de nombreux travaux réalisés pour les meetings et les manifestations du Parti communiste et plus généralement du Front populaire : « Assises de la Paix et de la liberté » au stade Buffalo à Montrouge le 14 juillet 1935 puis, sous l'égide de la Maison de la culture et dans le cadre de l'« Association des Artistes peintres et sculpteurs », il participe à la grande manifestation au Père Lachaise du 24 mai 1936. 
Il dessine les portraits géants de la fête du Front populaire place de la Bastille le 14 juillet, décore la grande scène de la Fête de l'Humanité à Garches du 30 août 1936. Ces œuvres sont souvent réalisées collectivement, parfois dans l'atelier de l'impasse Ronsin, notamment avec Boris Taslitzky et Francis Gruber. Fin 1936, Lasserre remporte le concours du comité pour la réalisation d'un monument à Paul Lafargue à Draveil, placé sous la responsabilité de Marcel Cachin. Une œuvre en pierre détruite en 1940. En 1939, il participe au concours pour un monument à Paul Vaillant-Couturier à Villejuif, ajourné pour cause de guerre. 
Le couple est surveillé par le service de la Sûreté depuis leur séjour à Brème, notamment à cause des fréquentations du studio Alliance-photo. En dépit de l'interdiction du Parti communiste, en septembre 1939, ils poursuivent leurs activités politiques. Face aux menaces, André et Juliette demandent la nationalité française et l'obtiennent par un décret du 6 février 1940.

## Seconde Guerre mondiale
Après une perquisition effectuée à leur domicile où des documents ont été saisis, ils sont tous deux arrêtés le 22 avril 1940. L'arrestation semble reposer sur la découverte d'un plan jugé par l'autorité militaire comme relevant du secret Défense. Les Lasserre sont incarcérés à la prison maritime de Toulon sur un mandat de dépôt du 27 avril. Ils sont également soupçonnés de trafic de passeports suisses. André Lasserre, dans le cadre de son engagement internationaliste, a en effet fourni de faux passeports à des communistes yougoslaves pourchassés par les Oustachis. Maurice Chervet, vice-consul de Suisse à Marseille, lui avait fourni trois passeports ; ainsi que dix autres, qui n'ont pas pu être remis en circulation. Cette nouvelle irrite vivement la Légation suisse, qui décidera de ne pas soutenir ses ressortissants. À l'issue de l'instruction, Maurice Chervet, ainsi que sa femme, Ena, sont arrêtés et conduits à la prison maritime de Toulon. 

### La «Résistance avant la lettre»
Le procès au Tribunal maritime de Toulon a lieu à huis clos pour raison de Défense nationale, du 3 au 7 mars 1941. Il est conduit par le juge Gaulène. 
La tonalité du procès a pris une dimension qui lui donne une valeur d'exemplarité tandis que s'installe le régime de Vichy. Partant sur une accusation d'« espionnage, de trahison et d'atteinte à la sûreté extérieure de l'État », l'enquête s'appuie d'abord sur une idéologie faisant de l'Allemagne et de l'URSS un seul bloc depuis les Accords Molotov-Ribbentrop dits « Pacte germano-soviétique » du 23 août 1939. C'est ce qui justifia en septembre l'interdiction du Parti communiste en France puis la répression contre la propagande communiste. Ainsi, cette affaire révèlerait, selon l'instruction, « aussi extraordinaire que cela puisse paraître », « une collusion entre les agents communistes à la solde de Moscou et les agents secrets allemands », « tous les inculpés, sauf [Charlotte] Courbi, appartenant aux milieux intellectuels de Paris groupés autour de la Maison de la culture ». Ces agissements remonteraient à 1937. 
Néanmoins, d'après le dossier d'instruction, les enquêteurs semblent ne pas parvenir pas à établir un lien entre ce réseau communiste informel et des agents allemands. Comme en 1914, la suspicion des services se porte facilement sur des ressortissants étrangers, suisses en particulier. En revanche, l'enquête met au jour un important réseau franquiste agissant à Marseille, une liste d'agents espagnols antirépublicains et de leur activité en lien avec l'espionne française Jeanne Georgel. Mais les enquêteurs ne sont guère nuancés : un agent du réseau franquiste est simplement qualifié d'« ardent partisan des régimes totalitaires ».
Compte tenu de ces éléments, les circonstances de l'affaire semblent reposer sur la mise à jour par Jeanne Georgel, à un moment où elle était particulièrement active sur Marseille, d'un réseau communiste opérant dans la clandestinité peut-être entre Alger, Marseille et la Suisse. Ce n'est pas au moment du procès, peu équitable, que se joue le sort d'André Lasserre, mais finalement dans les accusations de Jeanne Georgel, espionne de haut vol, incarcérée à la Prison maritime de Toulon en même temps que les accusés. Selon l'enquête, Georgel serait « violemment anti-marxiste ». Connue pour user de ses charmes, possédant plusieurs identités, elle a espionné pour le compte de l'Italie fasciste en 1935. Lors de la révolution espagnole, elle est envoyée à Barcelone par l'entremise du Parti populaire français (PPF), le seul parti français s'inspirant ouvertement du fascisme. Elle est arrêtée à Barcelone en avril 1937 sous le nom de « comtesse Vera Danichevski » et condamnée à la peine de mort pour espionnage au profit de Franco. Elle purge en réalité à peine deux années de prison : libérée en janvier 1939 par l'entrée de Franco en Catalogne, elle regagne la France où elle est pressentie fin 1939 pour travailler au service du Renseignement français. C'est donc sur les bases des accusations d'une espionne fasciste que semble être articulé le procès contre André Lasserre et son épouse.
Lasserre, présenté par Georgel comme un donneur d'ordres, est accusé de vouloir favoriser la « révolution soviétique mondiale qui faciliterait la défaite militaire de la France ». L'accusation cite un « agent » anonyme avec lequel Lasserre aurait organisé vers décembre 1939, à son domicile, une réunion de communistes allemands dans le but d'obtenir des renseignements militaires. Mais de quels renseignements militaires les communistes allemands, alors pourchassés par Hitler, auraient-ils eu besoin ? De même, l'enquête ne permet pas d'établir que ces renseignements auraient été obtenus au profit de l'URSS. L'instruction fait pourtant un lien entre cette réunion et la découverte d'un plan militaire lors de la perquisition du 22 avril 1940. 
Maurice Chervet aurait quant à lui participé au trafic de passeports ou encore remis à la militante communiste Marie Rollin une machine à écrire qui lui a permis de reproduire en vue de leur diffusion, une lettre d'André Marty à Léon Blum ainsi qu'un tract intitulé Collaboration-Mensonges.
Denise Dard épouse Thiel, est accusée d'avoir monté une opération de résistance avec Ahmed Guita, artiste peintre et Palomba à Alger. En effet, le dossier saisi à Alger « fait l'apologie de l'URSS en vue de la ruine définitive de la France » et accuse Pétain d'être responsable de la défaite. Les mêmes accusations d'espionnage sont employées à leur encontre. À la Libération, Denise Thiel sera décorée de la Croix de Guerre pour son rôle dans la résistance à Marseille.
En séance publique, tous les juges désignent unanimement les accusés coupables du crime d'espionnage et de trahison. L'unanimité n'est cependant pas réunie dans les cas de Denise Thiel et d'Ahmed Guita, qui obtiennent des circonstances atténuantes. Les accusés Courbi, couples Lasserre et Chervet sont condamnés à la peine de mort ; Thiel et Guita, dont le tribunal n'a pas établi de lien avec l'affaire Lasserre, à vingt ans de travaux forcés.
Le 31 mars, le Tribunal maritime de Cassation d'Aix-en-Provence se prononce sur ce jugement. André Lasserre est représenté par Me Filippi, du barreau d'Aix et Juliette par Me Jean Fabre, également du barreau d'Aix. La demande de cassation repose notamment sur l'absence d'intervention des avocats d'André Lasserre et de Charlotte Courbi lors du procès, avocats dont les noms ne sont même pas connus du Tribunal de cassation (Juliette était défendue par Me Rul). La cassation est rejetée. Les dossiers des accusés seront incinérés par Puech, commissaire du gouvernement auprès du tribunal maritime, selon un procès-verbal du 7 janvier 1943. Le 7 janvier 1947, cette incinération provoquera une décision de non-lieu qui permettra de mettre fin aux poursuites engagées contre des proches des condamnés : Reynold Thiel, Georges Chervet, Olga Sommerfeld, Marcel Gabriel et Mirko Kujacic (dit Merko Koupatchich).
La nationalité suisse est retirée à André Lasserre. La déchéance de nationalité française du couple est publiée au Journal officiel de l’État français du 11 mars 1941. Berne charge son ambassadeur à Vichy, Walter Stucki, de rencontrer Pétain car les  peines capitales paraissent excessives par rapport aux délits commis : les Chervet, après que leur peine ait été commuée en travaux forcés par Pétain dans un décret du 13 avril (tout comme Charlotte Courbi), sont extradés en Suisse. Les Lasserre voient leur peine confirmée. Berne les abandonne à leur triste sort. 
Louise, la mère d'André, apprenant la condamnation de son fils et de sa belle-fille, contacte Helmuth, le frère de Juliette, officier de la Wehrmacht en Allemagne. 
Le 15 mars 1941, les Lasserre sont mis à la disposition de la police de Toulon en vue de les remettre aux autorités allemandes. C'est le major von Kirsten, de la Croix-Rouge allemande, envoyé par Helmuth, qui prend en charge les deux condamnés.

### L'exil en Allemagne
La photographe et le sculpteur montent dans le train, accompagné de von Kirsten. Premier arrêt à Chalon sur Saône, frontière de la zone d’occupation allemande, premier interrogatoire, transmis aux autorités de l’occupation à Paris. Helmuth découvre à la Préfecture de Paris, la menace d’une arrestation de sa sœur et de son mari par la Gestapo. Face à ce danger, il les invite à Potsdam-Geltow, dans la famille de leur frère Erich. Dès le début de ce séjour, André réalise plusieurs portraits, reçoit une commande en Bavière, près de Prien am Chiemsee. André et Juliette s’y installent alors durablement. Il se consacre alors de nouveau à la sculpture.
Dès octobre 1941, au cours de ses déplacements, André rencontre beaucoup de prisonniers français et russes qui travaillaient chez des paysans catholiques monarchistes de la région (dits « Schwartz ») qui étaient anti-nazis. Il noue également de nombreux contacts avec les militants clandestins du Parti communiste d'Allemagne (KDP). L'action de Lasserre s'insère alors dans une stratégie visant à détourner les prisonniers de guerre et à encourager les soldats allemands à déserter. Dans l'hiver 1942-1943, il fait l'objet d'une plainte du responsable politique de la ville de Greimharting (Rimsting) à ce sujet.
En octobre 1943, il est réquisitionné par l'Arbeitsamt, l'Agence de l'emploi allemand qui gérait le travail forcé. Il travaille dans une entreprise de maçonnerie, notamment aux côtés de prisonniers français. Le réseau qu'il constitue réalise plusieurs actes de sabotage. En 1943 et 1944, les Lasserre donnaient refuge à Nele Schröder (de), petite-nièce de Felix Auerbach.
L'étau se resserre autour de lui. À l'été 1944, il héberge un officier aviateur canadien. Il participe à un réseau de communistes juifs vivant dans la clandestinité. Il évoque assez ouvertement la possibilité de rejoindre son ami Maurice Magis dans le Maquis dit Daniel dans le Morvan : l'un de ses beaux-frères menace de le faire fusiller.
En février 1945, sur dénonciation d’un travailleur civil français, mouchard de la Gestapo qui fuira à l'approche des Alliés, André est arrêté par la Gestapo et incarcéré à Munich dans une cellule où il est enchaîné avec un co-détenu, Rolf Rodenstock. Après un bombardement de la prison en avril, les prisonniers sont envoyés à pied au camp de concentration de Dachau. André y arrive six jours avant la libération. Il y rencontre en particulier le père Riquet ainsi qu'Edmond Michelet.
Après sa libération du camp le 29 avril 1945, il repart vers Prien avec une amie journaliste communiste, Simone Téry, pour retrouver les siens. Selon plusieurs témoignages, Lasserre, grâce à sa connaissance du terrain, appuie alors le travail de reconnaissance des forces américaines dans cette région de l'Allemagne, notamment contre les Werwolf qui résistaient aux Alliés.

## Après-guerre
À son retour en France, où il doit toujours purger sa peine, il est arrêté par la Sécurité militaire de la Xe région militaire à Strasbourg (remis par la police militaire américaine), puis interné au Centre de séjour surveillé de la Meinau. Le 22 novembre 1945, le Préfet du Bas-Rhin à Strasbourg, Bernard Cornut-Gentille, demande au Préfet de Police (Paris) le transfert d’André Lasserre. Il rappelle que pèsent sur lui de « graves présomptions de menées antinationales ». 
Le 13 décembre, le Préfet du Bas-Rhin reçoit une lettre de Denise Thiel, datée du 6 décembre, en défense d’André Lasserre : « Connaissant personnellement André Lasserre depuis dix ans et ayant assisté sur les mêmes bancs que lui à son procès, je viens vous certifier que l'inculpation d'intelligence avec l'ennemi pour laquelle il fut condamné le 7 mars 1941 est une infamie. » Denise Thiel souhaite accueillir André au Centre d’accueil des rapatriés et déportés dont elle s’occupe en Haute-Savoie, tout près de Veyrier, « place qui lui revient de droit ». Denise Thiel dirige à cette époque le « Château de Monnetier », une institution dépendant de l’Unitarian Universalist Service Commitee  située à Monnetier-Mornex (Haute-Savoie). Pendant la Guerre, ce village frontalier était un important lieu de passage des fugitifs vers la Suisse.
Le 18 décembre, le préfet du Bas-Rhin doit charger la gendarmerie du Bas-Rhin de conduire le prisonnier directement au dépôt de la Préfecture à Paris où il sera mis à la disposition des services du Commissaire Tourne.
Il est presque aussitôt libéré. Pour autant, il ne se réfugie pas à Monnetier mais reste à Paris pour reprendre contact avec ses anciens camarades du Parti communiste, notamment avec Marcel Cachin.

### Installation dans une longue période de détention et tentatives de révision du procès de 1941
En mars 1946, la Direction de la Surveillance du Territoire (DST) demande au Préfet de Police l’internement administratif d’André Lasserre pour une durée de quinze jours dans les locaux de la DST, à Paris, 13 rue des Saussaies, à compter du 24 mars : « l’intéressé sera déféré en Cour de justice pour infraction aux articles 75 et suivants » au terme de l’enquête.  Par un courrier estampillé le 12 avril, le Préfet de Police demande au Ministre de l’Intérieur s’il doit donner suite à la demande de la DST, qui a pourtant agi depuis longtemps :
« Le 22 mars 1946, deux policiers se présentent au 18, rue de Seine. Ils emmènent André Lasserre rue des Saussaies, siège du contre-espionnage français, après avoir été celui de la Gestapo pendant l’Occupation. Le 7 avril, il est conduit au train, menotté. Direction: Toulon. » .
André est incarcéré de nouveau à la Prison maritime de Toulon, puis transféré le 28 août aux Baumettes à Marseille, prison alors toute neuve qui sert de lieu de détention des prisonniers politiques depuis 1940. S'installant dans la perspective d'une détention de longue durée, il cherche à renouer avec la création artistique. Il sculpte un grand Christ en croix pour l'aumonerie de la prison, œuvre transférée plus tard à l'église paroissiale de Mazargues. Il travaille au Centre d’Observation des mineurs des Baumettes de 1949 à 1951 tout en formant des projets pour l'avenir, comptant bien reprendre sa vie parisienne. Il tient un journal intime dans lequel il expose sa conception de la création artistique et qui évoque ses états d'âme à propos de l'injustice dont il est la victime.

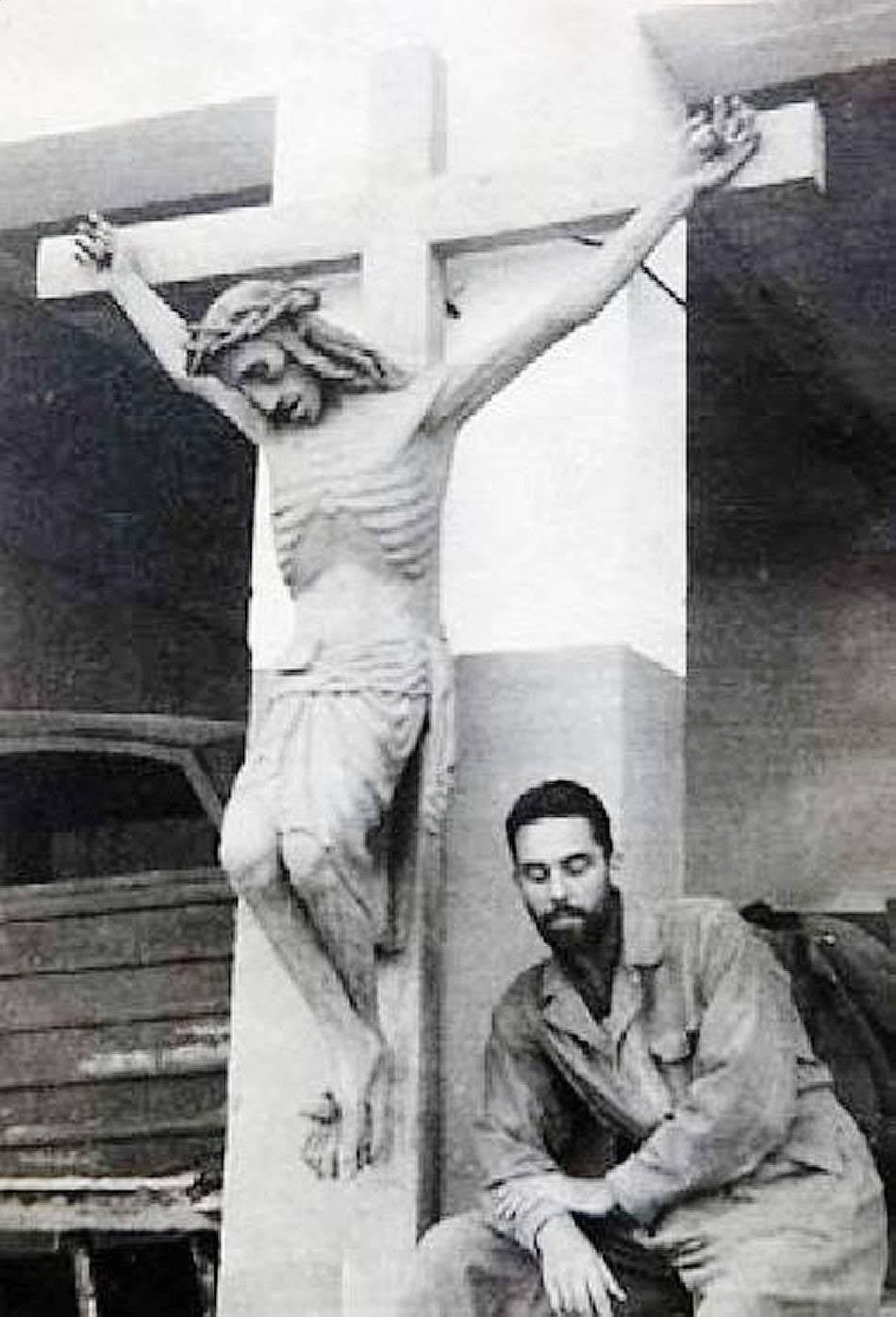
Christ en croix réalisé aux Baumettes

En parallèle, dès le mois de décembre 1945, la famille et les amis d'André Lasserre tentent d'obtenir une révision du procès et une libération anticipée. À la demande de l'abbé Michel Riquet, Edmond Michelet, alors Ministre des Armées du général de Gaulle, intervient en vain auprès de la justice maritime en juillet 1946 pour obtenir la libération immédiate de Lasserre.
Des habitants de Prien, plusieurs anciens prisonniers de guerre français des stalags des environs de Prien et de Greimharting, qui avaient participé aux actions de résistance, son ancien co-détenu politique à Munich, des communistes allemands, souvent Juifs, qu'il avait aidés dans la clandestinité, apportent leur témoignage. À Paris, on trouve parmi ses soutiens les plus actifs outre le Père Riquet et la mère d'André, Louise, Denise Thiel et en particulier le sculpteur René Iché. Iché avait suivi le même cursus que Lasserre, d'abord en architecture puis dans l'atelier d'Antoine Bourdelle. En 1946, bien que vivant en artiste dans le dénuement, Iché est auréolé de l'image de résistant du Réseau du Musée de l'Homme. Le soutien actif d'Iché a d'autant plus de poids qu'il siégeait à l'époque au « Comité d'épuration des artistes plasticiens ». Mais le Parti communiste français refuse de soutenir Lasserre, bien que la famille ait choisi pour sa défense Maître Jean Coryne, proche de ce parti. Cette position fut vraisemblablement la cause de l'absence d'une décision politique qui était la seule chose possible pour mettre fin au calvaire d'un homme condamné par la justice de Vichy.

### Départ en Suisse
En 1950, la Suisse finit par s’intéresser à ce compatriote toujours incarcéré à la prison des Beaumettes à Marseille, le Département politique lui restitue sa nationalité suisse. Paris le libère en 1951, l’expulse et l’interdit de séjour. Pour s’installer à Lausanne, André Lasserre s’engage à renoncer à toute activité politique. Peu après sa libération, il divorce de Juliette et épouse Wendula Ziegert, dont il aura deux enfants, Olivier et Genette. Il sculptera jusqu’à sa mort, se consacrant essentiellement à la commande publique. 
Au cours de cette nouvelle vie, il gagne en 1953 le 1er prix de l’Écu du Tir Fédéral 1954 à Lausanne. Il participe activement à L’Œuvre, association d’artistes, d’artisans et d’industriels. Il s’investit dans le projet de faire attribuer aux réalisations artistiques le Un pour-cent du prix de la construction publique, qui deviendra une loi fédérale. Bien plus tard, il fait partie du Fonds cantonal des Arts et des Lettres.

## Œuvre

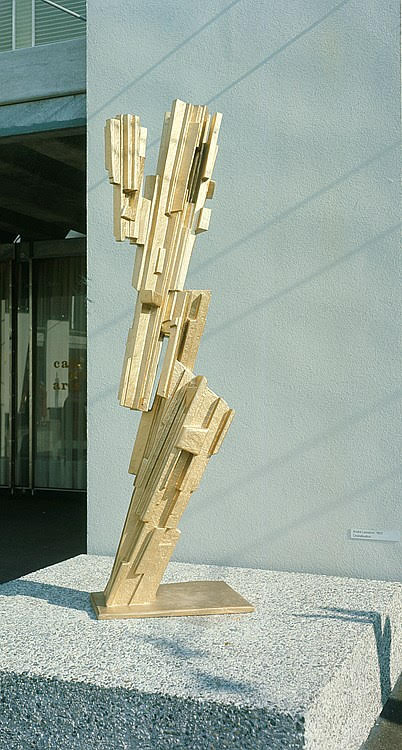
Cristallisation (1964)

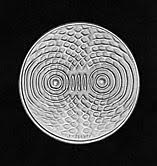
Médaille commémorative du 20e septembre musical de Montreux (1965)

Entre 1921 et 1935, il est d'abord sculpteur animalier (Coati, Chat blanc), puis développe un art synthétique proche d'un Pompon. Il réalise également des bustes en terre cuite (Antonin Artaud, 1933, Nin-nin Reinhardt, frère de Django, vers 1935). Il dessine beaucoup. 
Dès 1952, son installation à Lausanne marque une orientation nouvelle de son travail (Pégase, 1959). « Le sculpteur franchit progressivement le pas de l’abstraction. Attentif à la recherche scientifique, l’artiste se passionne dorénavant pour certaines structures moléculaires et, surtout, pour les phénomènes de cristallisation. Ce nouveau motif lui vaut d’ailleurs la commande, par Max Bill, d’une Cristallisation monumentale, pièce abstraite destinée à l’Exposition nationale de Lausanne en 1964. Les cristaux microscopiques d’abord, puis ceux visibles à l’œil nu constituent désormais sa principale source d’inspiration, ses recherches portant sur les rhombes et les adulaires tout spécialement. La morphologie élémentaire le fascine: ainsi la hampe de la fougère prête à se déployer, le développement de certains coquillages vivants ou fossiles, ou l’expansion des galaxies lui suggèrent des spirales de laiton nickelé comme Galaxie II (1977). » (Jacques Monnier-Raball, 1981)
Lasserre s’est aussi consacré à l’art minutieux de la médaille, travaillant pour la Monnaie fédérale suisse ou la Banque d'Israël. De même a-t-il réalisé, avec un constant souci d’économie et de fonctionnalité, plusieurs travaux de design industriel et conçu aussi bien un banc public en éternit (1960), largement diffusé, qu’un mobilier scolaire original (1961), adopté par plusieurs établissements publics, ou des Tours à grimper (1960), à l’usage des enfants.

### Sculptures

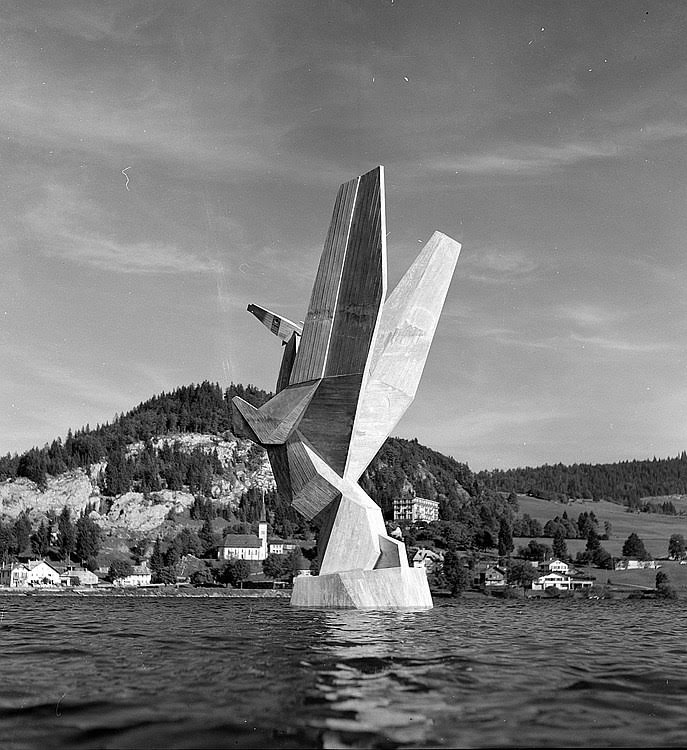
Cheval ailé installé au lac de Joux (1959)

- 1928 : Coati brun en marbre noir de Belgique
- 1953 : Oiseau, bas-relief taillé dans le coffrage et coulé avec le mur en béton, Le Belvédère, Lausanne
- 1956 : Cygne, aluminium fondu, palais de Beaulieu, Lausanne
- 1959 : Pégase en béton armé, 14 m de haut, située sur le Lac de Joux près de L'Abbaye 46° 39′ 58″ N, 6° 19′ 31″ E
- 1959 : Bas-relief en mosaïque de couleur, Collège de Béthusy, Lausanne
- 1960 : Végétal Minéral, aluminium, 11 m de haut, Campus de la Haute école pédagogique du canton de Vaud
- 1960 : Paraboloïdes Hyperboliques, Groupe scolaire de la Grande Borde, Lausanne
- 1964 : Cristallisation, aluminium fondu, 2,40 m, cour des Arts, Exposition nationale 64
- 1969 : Mosaïque en céramique sur deux pignons de 17 étages, Tour Résidence, Morges
- 1969 :  Optica, aluminium laminé, fondu et assemblé en rhombes, 10,50 m de haut, Collège des Mangettes, Nyon

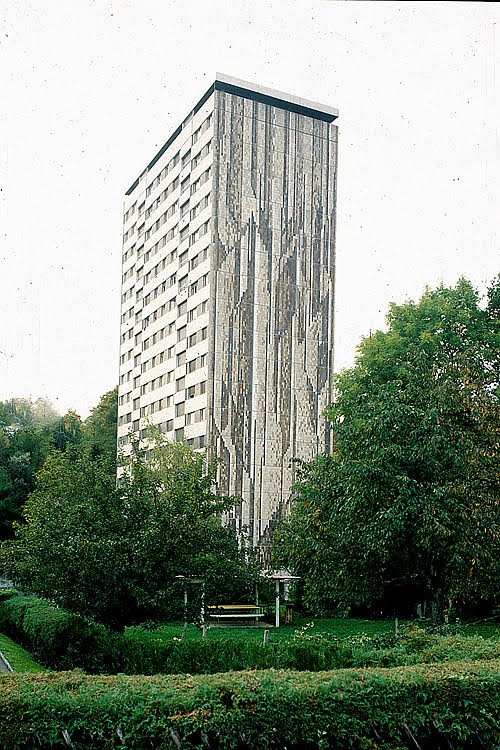
Mosaïque en céramique sur deux pignons de 17 étages à Morges (1969)

### Expositions
- Galerie Zborowski, Paris, 1926 et 1928
- Salon des Tuileries, Paris, 1927 à 1931
- Salon des Tuileries, Paris, 1938 et 1939
- Sous le soleil, bas-relief en ciment blanc, Bienne, 1954
- Galerie Bridel avec Albert Yersin, 10 sculptures non figuratives, 1957
- Exposition avec 5 artistes. Tour du Casino, La Chaux-de- Fonds, 5 sculptures, 1959
- Matériaux Espaces OEV, Jardins de Derrière-Bourg, Signal, 1960
- Galerie de l’Entracte, 12 sculptures, 6 dessins, 1963
- Cristallisation, Expo64, aluminium fondu, Lausanne, 1964
- André Lasserre, Musée de l'Ancien-Évêché, Lausanne, 1981
- L'art en jeu. Comme des bêtes., Musée cantonal des beaux-arts de Lausanne, 3 dessins, chat en marbre blanc, 2008